# Nocohutia wyspowa

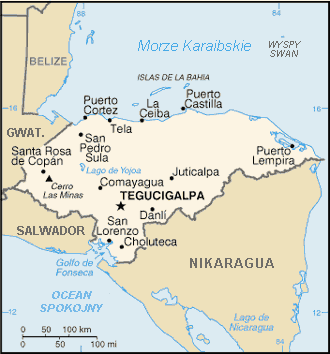
Mapa Hondurasu z naniesionym oznaczeniem wysp Swan (Santanilla)

Nocohutia wyspowa (Geocapromys thoracatus) (ang. Little Swan Island Hutia, Swan Island Hutia) – wymarły gatunek gryzonia z rodzaju Geocapromys z rodziny hutiowatych (podrodzina: hutie) zamieszkujący w przeszłości wyłącznie teren jednej małej – należącej do Hondurasu – wyspy, wchodzącej w skład leżących na Morzu Karaibskim wysp Swan (Islas Santanilla). Gatunek Geocapromys thoracatus wymarł prawdopodobnie w latach 50. XX wieku.

## Historia odkrycia i badań
Geocapromys thoracatus został odkryty w 1887 roku na mniejszej z wysp Swan przez amerykańskiego zoologa Charlesa H. Townsenda, który przypłynął tam na pokładzie statku USS Albatross jako członek United States Fish Commission. Townsend złapał dwa okazy, które w 1888 roku zostały opisane naukowo przez Fredericka W. True jako podgatunek nocohutii jamajskiej, czyli gatunku z Jamajki. W pierwszej połowie XX wieku zoolodzy wskazywali na bardzo liczne występowanie hutii na wyspie. Angielski zoolog Percy Lowe wspominał, że w 1908 roku napotkał na wyspie ponad tuzin nocohutii. G. Nelson w 1912 roku złapał dla Muzeum Zoologii Porównawczej Uniwersytetu Harvarda 15 okazów. Ostatnią osobą, która odławiała okazy G. thoracatus, był Walter Guinness, 1. baron Moyne – w 1938 roku relacjonował, że w 2 godziny złowił 12 żywych okazów. W 1942 amerykański zoolog Glover Morrill Allen zgłaszał obawy o wyginięcie gatunku. Gdy w 1962 roku na wyspy Swan przypłynął statek badawczy Explorer, jego załoga nie znalazła nawet jednej nocohutii wyspowej, ani nawet śladów jego obecności. Po analizie tego stanu zoolodzy doszli do wniosku, że nocohutia musiała paść ofiarą niszczącego huraganu, który przeszedł nad wyspami Swan w 1955 roku. Drugim czynnikiem, który mógł doprowadzić do zagłady gatunku, było przywiezienie na wyspę pod koniec lat 40. XX wieku dzikich kotów. Decyzją Departamentu Rolnictwa Stanów Zjednoczonych na wyspach wprowadzono tam kwarantannę dla kotowatych odłowionych w krajach Ameryki Łacińskiej przed wwiezieniem ich na teren USA. Po kilku latach zrezygnowano z prowadzenia na wyspach kwarantanny kotów, lecz prawdopodobnie nie żył wówczas już ani jeden przedstawiciel G. thoracatus. Żadne z późniejszych poszukiwań hutii na wyspie nie przyniosło pozytywnego rezultatu. W 1982 roku Międzynarodowa Unia Ochrony Przyrody wpisała nocohutię wyspową na listę zwierząt wymarłych.

### Próby założenia hodowli
Walter Guinness, 1. baron Moyne, przewiózł 14 schwytanych w 1937 roku nocohutii do Anglii, gdzie usiłował założyć ich hodowlę. Po przypłynięciu podzielił stado na trzy części i powierzył opiece wyspecjalizowanych hodowców rzadkich gatunków. Hodowle nie przetrwały 3 lat. Wszystkie zwierzęta wyginęły. Wcześniejsza próba podjęta przez Percy Lowe w 1908 roku również zakończyła się niepowodzeniem. Jedno z dwóch przewożonych zwierząt nie przeżyło podróży do Anglii, a drugie zdechło 17 lipca 1908 roku, niedługo po przekazaniu do Zoological Society of London.

### Zachowane okazy nocohutii wyspowej
Do czasów współczesnych w zbiorach muzealnych zachowało się niewiele wypreparowanych okazów nocohutii wyspowej. 12 eksponatów jest w posiadaniu Muzeum Historii Naturalnej w Londynie, 10 w Muzeum Zoologii Porównawczej (MCZ) Uniwersytetu Harvarda, a dwa okazy posiada Muzeum Historii Naturalnej w Waszyngtonie. Ponadto pojedyncze egzemplarze posiadają: nowojorskie Amerykańskie Muzeum Historii Naturalnej, Muzeum Historii Naturalnej w Chicago oraz Peabody Museum of Natural History w New Haven w Connecticut.

## Systematyka
Nocohutia wyspowa jest zaliczana do rodziny hutiowatych. Pierwotnie był opisany przez Fredericka True (1888) jako podgatunek nocohutii jamajskiej (Geocapromys brownii). True korzystał jednak wówczas jedynie z opisu Philip'a Gosse z 1851 roku, nie miał dostępu do okazów tego gatunku, a swoje wywody opierał na porównaniu cech zewnętrznych na podstawie opisu. W 1901 roku Frank M. Chapman zwrócił uwagę na wyraźne różnice w umaszczeniu, w budowie i w wymiarach czaszek obu hutii, a także zróżnicowane ich wymiary anatomiczne – w tym szczególnie uszu. W rezultacie uznał, że G. thoracatus to odrębny gatunek.

### Etymologia
Nazwa rodzajowa Geocapromys pochodzi od trzech greckich słów: geo oznaczającego Ziemię, capro (dzik) oraz mys znaczącego „mysz” i odnosi się do – wyjątkowego w odniesieniu do pokrewnych Capromys – naziemnego trybu życia. Aluzja do dzików wynika z podobieństwa barwy i szorstkości sierści, a także sposobu poruszania się. Epitet gatunkowy thoracatus wywodzi się również z greki – thorax (θώραξ) oznacza „pierś” i jest aluzją do pasa kremowej sierści na piersi hutii z Wysp Swan. W wydanej w 2015 roku przez Muzeum i Instytut Zoologii Polskiej Akademii Nauk publikacji „Polskie nazewnictwo ssaków świata” gatunkowi nadano nazwę nocohutia wyspowa, rezerwując nazwę nocohutia dla rodzaju tych gryzoni.

## Budowa ciała
Nocohutia wyspowa osiągała wielkość królika. Jedyny zważony osobnik miał masę 850 g, jednak biorąc pod uwagę małe wymiary czaszki szacuje się, że był to młody osobnik, a tym samym prawdopodobna masa ciała dorosłych zwierząt powinna być przyjmowana na poziomie 1 kg.

### Morfologia
Nocohutia wyspowa miała szaro-brązowe ubarwienie futra od wierzchu, zaś podbrzusze jasnobrązowe, podpalane. Sierść na części grzbietowej, o włosie długości 20–25 mm, miała u podstawy kolor jasnobrązowy, zaś końcówki podpalane. Włosy jasnobrązowe były przeplatane z dłuższymi w kolorze ciemnobrązowym. Ciemniejszy włos pokrywał głównie środek grzbietu. Na tyle grzbietu sierść była nieco dłuższa. Boki nocohutii pokrywała sierść jaśniejsza niż na grzbiecie, lecz ciemniejsza niż na brzuchu. Jednolita barwa sierści na brzuchu była przecięta przez charakterystyczny pas jaśniejszej, kremowej sierści. Pręga miała szerokość 1–3 cm i zaczynała się między przednimi łapami. Po obu stronach pyska hutia miała 8–10 wibryssów o długości do 50 mm. Ogonek był dość długi (5,7–7 cm) o powierzchni łuskowatej pokrytej szczeciniastą sierścią.
| długość       | wymiar średni (w mm) | przedział (w mm) |
| ------------- | -------------------- | ---------------- |
| tułów i głowa | 335                  | 310–344*         |
| ogon          | 65                   | 57–70            |
| tylne łapy    | 66                   | 64–70            |
| uszy          | 26                   | 24–28            |
| czaszka       | 68,6                 | 65,9–73,0        |
| diastema      | 12,8                 | 11,5–14,3        |
| żuchwa        | 45,2                 | 41,4–48,3        |

#### Uzębienie
Bladożółte, kremowe siekacze były mocne, silnie zakrzywione. Górne i dolne trzonowce miały w przekroju kształt zbliżony do kwadratu, natomiast przedtrzonowce miały nieco większą wysokość niż szerokość. Górne zęby były pochylone w stronę policzków pod kątem 30°, zaś dolne pod tym samym kątem – w stronę języka. Wzór zębowy: {\displaystyle {\tfrac {1013}{1013}}}

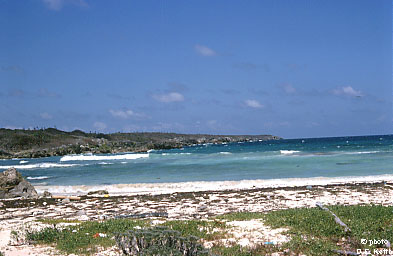
Little Swan Island – widok z Great Swan Island

## Rozmieszczenie geograficzne
Nocohutia wyspowa jest znana wyłącznie z małej, liczącej 2 km² wyspy Little Swan należącej do Hondurasu, wchodzącej w skład wysp Swan (Islas Santanilla) leżących na morzu karaibskim. Nie ma śladów życia tych zwierząt nawet na sąsiedniej, oddalonej o pół kilometra na zachód wyspie Great Swan. Obie wyspy są oddalone od najbliższego lądu o około 180 km, a otaczają je głębiny rzędu 2000 m. Te uwarunkowanie geologiczne wskazują, że wyspy Swan nie były połączone z innym lądem co najmniej od czasu miocenu, a nie jest wykluczone, że wręcz uformowały się w plejstocenie, czyli bez kontaktu z innym lądem. Zoolodzy przypuszczają, że przed wiekami na Little Swan wraz z podróżującymi ludami z Jamajki trafiła nocohutia z Jamajki (nocohutia jamajska), a izolacja trwająca być może nawet od czasu plejstocenu spowodowała dryf genetyczny, który poskutkował zmianami w morfologii.

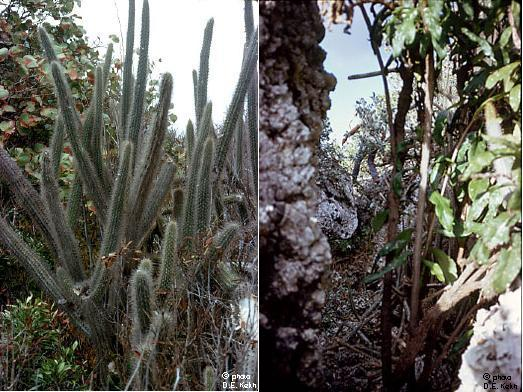
Ukształtowanie i flora wyspy Little Swan

## Środowisko życia
Nocohutia z Little Swan nie budowała nor i tuneli w skalistym gruncie. Podobnie jak hutia jamajska (Geocapromys brownii) i nocohutia bahamska (G. ingrahami) żyła na płaskim terenie wśród rozpadlin wapiennych skał. Garrett Clough cytując wieloletniego rezydenta wysp kapitana Gliddena stwierdza, że G. thoracatus prowadził dzienny tryb życia, co różni go od dwóch żyjących współcześnie gatunków hutii z rodzaju Geocapromys.

### Kopalne ślady występowania nocohutii wyspowej
Nie odnaleziono kopalnych śladów występowania G. thoracatus na wyspach Swan. Odkryty na Jamajce w 1916 roku fragment żuchwy i kości udowej, został sklasyfikowany jako należący do przedstawiciela tego gatunku, lecz późniejsze badania wykazały, że kościec należał do młodego osobnika nocohutii jamajskiej (Geocapromys brownii).

## Żywienie
Nocohutia wyspowa była roślinożercą. Nie ma zbyt wielu informacji na temat żywienia tych zwierząt, z wyjątkiem stwierdzenia barona Moyne, mówiącego, że nocohutie na wyspie Swan żerowały na dzikim winie porastającym skały. Clough podawał, że wiecznie zielony krzew Strumpfia maritima i liściokwiat Phyllanthus epiphyllanthus wybierane przez Geocapromys ingrahami spośród roślinności jego rodzimej wschodniej wyspy Plana Cays, były również dostępne na wyspach Swan. Prawdopodobnie były więc także pożywieniem tamtejszej hutii.